# Церква Успіння Пресвятої Богородиці (Яблунів, УГКЦ)
Церква Успіння Пресвятої Богородиці в Яблуневі — парафія і храм греко-католицької громади Копичинецького деканату Бучацької єпархії Української греко-католицької церкви в селі Яблуневі Чортківського району Тернопільської области.

## Історія церкви
Згідно з архівними джерелами, храм Успіння Пресвятої Богородиці був збудований у 1875 році. Його фундатором і патроном був Іоан Корчак Хаїнський-Дідушицький. Парафія належала до Гусятинського деканату Станиславівської єпархії УГКЦ. У 1877 році Іоан Корчак Хаїнський-Дідушицький також збудував парафіяльний будинок.
У 1946–1989 роках парафія і храм перебували в підпорядкуванні РПЦ. Після легалізації УГКЦ у 1990 році невелика греко-католицька громада не змогла повернутися до свого храму, оскільки більшість вірян перейшла до УАПЦ (згодом ПЦУ) і відмовила в почерговому користуванні. Понад десять років греко-католики молилися в цвинтарній каплиці.
У 1998 році на свято Преображення Господнього о. Іван Гура освятив наріжний камінь для будівництва нового храму. 28 серпня 2008 року, на храмовий празник, судовий вікар Бучацької єпархії о. митрат Іван Сеньків освятив новозбудований храм Успіння Пресвятої Богородиці. Того ж року на парафії відбулися місії, які проводили отці Редемптористи.
На території парафії є фігури Матері Божої, а також хрести. Спільнота УГКЦ володіє половиною парафіяльного будинку. У селі проживають також віряни ПЦУ та РКЦ.

## Парохи
- о. Володимир Величковський (1928—1940),
- о. Василик (прізвище невідоме),
- о. Володимир Чорній (1941—1946),
- о. Йосип Бахталовський (1946—1968, в миру Степан),
- о. Ігор Бойчук,
- о. Роман Гладій (2000—2006),
- о. Андрій Юськів — адміністратор парафії (з листопада 2006).